# U.S. Route 192
La U.S. Route 192 (US 192) est une US Route auxiliaire de la US 92. Elle parcourt 75,04 miles (120,77 km) dans le centre de la Floride. Elle relie la US 27 à Four Corners et la SR A1A à Indialantic.

## Description du tracé

### Floride
La US 192 débute à la jonction avec la US 27 à Four Corners. Elle se dirige vers l'est et passe au sud de Walt Disney. Elle croise l'I-4 à Celebration et prend un alignement vers le sud-est. Elle passe par Kissimmee et St. Cloud avant de traverser une région plus marécageuse. Elle atteint West Melbourne, où elle croise l'I-95, et Melbourne. À Indialantic, elle prend fin à la jonction avec la SR A1A.

## Intersections majeures
Floride
 US 27 à Four Corners
 I-4 à Celebration
 US 17 / US 92 à Kissimmee. La US 92 / US 192 forment un multiplex dans la ville.
 US 441 à Kissimmee. Les routes forment un multiplex jusqu'à Holopaw.
 Florida's Turnpike près de St. Cloud
 I-95 à West Melbourne
 US 1 à Melbourne
 SR A1A à Indialantic